# Сосновка (река, впадает в Суходольское озеро)
Сосно́вка (фин. Takajoki — Такайоки, фин. Riiskarijoki — Риискарийоки) — река в России, протекает по Приозерскому району Ленинградской области. Впадает в Суходольское озеро. Относится к бассейну реки Бурной, южного рукава Вуоксы. Длина реки 15,4 км.

## География
Сосновка начинается из небольшого озерца, расположенного в юго-восточной части посёлка Сосново. От истока течёт в юго-западном направлении до впадения в неё ручья Козлец. От места впадения русло поворачивает в северном, а чуть ниже по течению — в северо-западном направлении, где в неё впадает левобережный приток — ручей Быковец, текущий от Иванова.
За посёлком поворачивает на северо-восток и протекает севернее посёлка Кривко. За два километра до впадения в неё правобережного притока Гладыша она резко поворачивает на юго-восток. Впадает в Суходольское озеро севернее деревни Удальцово.

## Данные водного реестра
По данным государственного водного реестра России относится к Балтийскому бассейновому округу, водохозяйственный участок реки — Водные объекты бассейна озера Ладожского без рек Волхов, Свирь и Сясь, речной подбассейн реки — Нева и реки бассейна Ладожского озера (без подбассейна Свирь и Волхов, российская часть бассейнов). Относится к речному бассейну реки Нева (включая бассейны рек Онежского и Ладожского озера).
Код объекта в государственном водном реестре — 01040300212102000009744.

## Комментарии
1. ↑  Согласно новым данным (ГКГН, карты ГГЦ) река впадает в Суходольское; по ГВР имеет длину 12 км, нижнее течение Сосновки длиной 3,4 км отнесено к Гладышу, имеющему длину 20 км